# Саклово (Татарстан)
Саклово (тат. Саклау) — деревня в Агрызском районе Республики Татарстан России. Входит в состав Старочекалдинского сельского поселения.

## История
Деревня основана во 2-й половине XIX века как усадьба; была также известна как имение Заитова, починок Заитов, Чушкан. В начале XX века сюда переезжали крестьяне деревни Верхнее Саклово Мензелинского уезда. В 1910 году построен мектеб, в 1911 году — мечеть, сохранившаяся до наших дней. Деревня входила в состав Салаушской волости Елабужского уезда Вятской губернии. С 1930 года — в Красноборском районе. С 1960 года — в составе Агрызского района.

## География
Деревня Саклово находится в северо-восточной части Татарстана, на расстоянии в 66 км к югу от города Агрыз и на расстоянии 5 км по автодорогам к юго-западу от центра поселения, на речке Чушкан.

### Часовой пояс
Деревня Саклово, как и весь Татарстан, находится в часовой зоне МСК (московское время). Смещение применяемого времени относительно UTC составляет +3:00.

## Население
| 1897 | 1915 | 1926 | 1938 | 1949 | 1958 | 1970 | 1989 | 2002 | 2010 |
| ---- | ---- | ---- | ---- | ---- | ---- | ---- | ---- | ---- | ---- |
| 34   | 200  | 188  | 198  | 163  | 135  | 57   | 9    | 4    | 6    |

Национальный состав
Согласно результатам переписи 2002 года, в национальной структуре населения русские и татары составляли по 50 %.

## Инфраструктура
Объекты инфраструктуры в деревне отсутствуют.

## Улицы
В деревне одна улица — Лесная.